# Олівер Ельйот
Олівер Ельйот (ісп. Oliver Elliot, 19 червня 1987) — чилійський плавець.
Учасник Олімпійських Ігор 2008 року.